# ملكة جمال الأرض 2013
ملكة جمال الأرض 2013، هي مسابقة ملكة جمال الأرض الثالثة عشرة في تاريخ مسابقة ملكة جمال الأرض منذ انطلاقتها عام 2001، عقدت مسابقة في 7 ديسمبر 2013 في قصر فرسايليس في ألابانغ، مونتينلوبا، الفلبين. في نهاية الحدث توجت أليز هنريك من فنزويلا من قبل ملكة جمال الأرض السابقة تيريزا فكسوفا من جمهورية التشيك. شهدت المسابقة مشاركة 88 متسابقة في مسابقة ملكة جمال هذا العام، وهي أعلى رقم في تاريخ ملكة جمال الأرض، تم بث المسابقة مباشرةً على الهواء في ستار وورلد في 7 ديسمبر 2013 ، الساعة 10:00 صباحًا على أي بي إس-سي بي إن ، أو تغطية على إستديو 23 ، القناة الفلبينية، وكذلك على قنوات الدول المشاركة في جميع أنحاء العالم. كانت ملكة جمال الأرض 2008 ، كارلا هنري، حاضرة في المسابقة للتعبير عن الامتنان الذي قدمته مختلف البلدان لمساعدة الفلبين بعد الدمار الذي أحدثه إعصار هايان.

## النتائج

### المراكز النهائية
| النتائج النهائية                  | المتنافسة |
| --------------------------------- | --- |
| ملكة جمال الأرض 2013              | - فنزويلا - أليز هينريخ |
| ملكة جمال الهواء (الوصيفة الأولى) | - النمسا - كاتيا فاغنر |
| ملكة جمال الماء (الوصيفة الثانية) | - تايلاند - بونيكا كولسونونثورنرات (مخلوعة) |
| ملكة جمال النار (الوصيفة الثالثة) | - كوريا - كاترينا تشوي نونيس |
| أفضل 8                            | - المكسيك - كريستال سيلفا - الفلبين - أنجيلي ديلوس رييس - بولندا - ألكساندرا شتشيزنا - صربيا - أنيلكا تومسيفيتش |
| أفضل 16                           | - تشيلي - ناتاليا ليرماندا - الصين - ليزا شيانغ - فرنسا - صوفي غارنو - موريشيوس - فيرجيني دورزا - جنوب أفريقيا - أشانتي مبانجا - أسبانيا - كريستينا مارتينيز - تركيا - إزجي أفاجيئ - الولايات المتحدة - نيكول فيليز |

## الروابط الخارجية
- موقع ملكة جمال الأرض الرسمي
- مؤسسة ملكة جمال الأرض
- مؤسسة ملكة جمال الأرض أطفال أحب كوكبي